# Kakanui River
Der Kakanui River ist ein Fluss in der Region Otago auf der Südinsel von Neuseeland.

## Geographie
Der Kakanui River entsteht durch den Zusammenfluss des Kakanui River North Branch mit dem  Kakanui River South Branch an der Nordostseite der Kakanui Mountains.
- Kakanui River North Branch, 24 km Länge, Quelle: 1330 m 45° 7′ 39″ S, 170° 26′ 20″ O; entspringt an der Nordflanke des 1528 m Kakanui Peak[4]
- Kakanui River South Branch, 19 km Länge, Quelle: 895 m 45° 8′ 34″ S, 170° 29′ 58″ O; entspringt rund 4,3 km nördlich des 1286 m hohen Siberia Hill[5]

Von seiner Entstehung aus fließt der Fluss zunächst in nordöstliche Richtung und nimmt dann nach einem Fluss in einem Halbkreis eine östliche Richtung ein. Rund 12 km östlich seiner Entstehung schwenkt der Kakanui River in eine bevorzugt südsüdöstliche Richtung ein und mündet nach insgesamt 51 Flusskilometern bei Taranui in den Pazifischen Ozean.
Der Kakanui River verfügt über ein Wassereinzugsgebiet von insgesamt 894 km².